# Hegedűs Ferenc (vívó)
Hegedűs Ferenc (Tarján, 1959. szeptember 14. –) olimpiai ezüstérmes magyar párbajtőrvívó, edző.